# Coremacera catenata
Coremacera catenata är en tvåvingeart som först beskrevs av Friedrich Hermann Loew 1847.  Coremacera catenata ingår i släktet Coremacera och familjen kärrflugor. Inga underarter finns listade i Catalogue of Life.